# Walks krets

Walks krets läge i guvernementet Livland.

Walks krets (lettiska: Valkas apriņķis, estniska: Valga kreis, tyska: Walksche Kreis, ryska: Валкский уезд), var en av nio kretsar som guvernementet Livland i Kejsardömet Ryssland var indelat i. Den var belägen i den sydöstra delen av guvernementet, ett område som idag utgör en del av nordöstra Lettland samt en mindre del av södra Estland. Huvudort var den numera delade staden Valka/Valga (tyska: Walk).

## Socknar
- Alūksne socken
- Apekalns socken
- Ērģeme socken
- Ēvele socken
- Gaujiena socken
- Gulbene socken
- Lugaži socken
- Palsmane-Aumeisteri socken
- Smiltene socken
- Tirza-Velēna socken
- Trikāta socken
- Valka/Valga stad